# Callerya sumatrana
Callerya sumatrana är en ärtväxtart som först beskrevs av Elmer Drew Merrill, och fick sitt nu gällande namn av Anne M. Schot. Callerya sumatrana ingår i släktet Callerya och familjen ärtväxter. IUCN kategoriserar arten globalt som otillräckligt studerad. Inga underarter finns listade i Catalogue of Life.